# Deyatelny
Die Deyatelny war ein sowjetischer Zerstörer der US-amerikanischen Clemson-Klasse. Das Schiff kam im Sommer 1944 mit acht weiteren Zerstörern der britischen Town-Klasse zur sowjetischen Nordflotte und ging als einziges unter sowjetischer Flagge am 16. Januar 1945 vor der Halbinsel Kola verloren.
Der Zerstörer war als Herndon (Kennung: DD-198) 1920 für die United States Navy gebaut worden und hatte nur zwei kurze Einsatzzeiten bei der US-amerikanischen Marine. Dazu diente die Herndon  1930 bis 1934 bei der United States Coast Guard mit der Kennung CG-17. Im Herbst 1940 wurde sie im Rahmen des Zerstörer-für-Stützpunkte-Abkommens an die Royal Navy als Churchill (Kennung: I45) abgegeben, bevor sie 1944 der Roten Flotte als Deyatelny zur Verfügung gestellt wurde.

## Karriere in drei Marinen
Der im September 1920 in den Vereinigten Staaten fertiggestellte Zerstörer Herndon wurde bis zu seinem Untergang im Januar 1945 von der US Navy, der US Coast Guard, der britischen Royal Navy und der sowjetischen Nordflotte eingesetzt.

### Im US-Dienst
Der Zerstörer war das erste Schiff der US Navy, das nach Commander William Lewis Herndon (1813–1857), der 1851–52 eine große Amazonas-Reise durchgeführt hatte und 1857 beim Untergang des Pacific-Mail-Dampfers Central America starb, benannt wurde. Von einer Nichte des Namensgebers getauft, lief die Herndon am 31. Mai 1919 bei der Newport News Shipbuilding & Dry Dock Company vom Stapel. Am 14. September 1920 wurde sie dann in Norfolk (Virginia) von der US Navy übernommen. Nach Test- und Übungsfahrten vor Neuengland kam der neue Zerstörer am 3. November 1920 in Charleston (South Carolina) zur Reserve. Nach kurzzeitiger Aktivierung für einige Übungen und Manöver wurde die Herndon aber schon am 6. Juni 1922 in Philadelphia außer Dienst gestellt.
Die Herndon diente dann von 1930 bis 1934 bei der United States Coast Guard zur Unterbindung des Alkoholschmuggels. Am 13. September 1930 stellte die US Navy den seit acht Jahren in der Reserve befindlichen Zerstörer der Coast Guard zur Verfügung. Nach einigen Überholungen kam das Schiff am 7. März 1931 als CG-17 in Dienst und wurde dann nach Aufhebung der Prohibition am 28. Mai 1934 der Marine zurückgegeben. Während dieser Zeit kollidierte der Zerstörer Mitte Januar 1932 mit dem Kohledampfer Lemuel Burrows. Der schwer beschädigte Zerstörer wurde von seinem Unfallgegner in Schlepp genommen, bis der Zoll-Kutter Acushnet (Kennung: AT-63) eintraf, der die Herndon nach Boston einschleppte.
Nach weiteren fünf Jahren in der Materialreserve der US Navy wurde die Herndon wegen des Kriegsausbruchs in Europa am 4. Dezember 1939 nochmals in Dienst gestellt. Nach Übungsfahrten und Tests verlegte der Zerstörer am 23. Januar 1940 zur „Caribbean Neutrality Patrol“ nach Guantanamo Bay und wurde das Führungsschiff der „Destroyer Division 67“, zu der noch Welborn C. Wood, Abel P. Upshur und Welles gehörten. Im Juli/August 1940 wurde die Herndon aus der Panamakanalzone heraus eingesetzt und trainierte U-Boot-Abwehr. Als das Zerstörer-für-Stützpunkte-Abkommen zwischen den Vereinigten Staaten und dem Vereinigten Königreich zu Stande kam, wurde die Herndon als einer von 50 Zerstörern abgegeben und nach Kanada verlegt, wo die Übergabe erfolgte.

### Im britischen Dienst
Am 9. September 1940 übernahm die Royal Navy den Zerstörer in Halifax (Nova Scotia). Durch eine Kollision mit der ebenfalls abgegebenen Welborn C. Wood und notwendige Reparaturen verzögerte sich die Überführung nach Großbritannien bis zum November 1940. Der in Churchill (Kennung: I45) umbenannte Zerstörer lief noch St. John’s auf Neufundland an und querte dann den Atlantik. Ab dem 5. November suchte die Churchill erfolglos nach Überlebenden des am 3. November vom deutschen Panzerschiff Admiral Scheer versenkten Hilfskreuzers Jervis Bay. Nach Anlaufen von Island zur Versorgung lief der Zerstörer dann nach Plymouth, wo er am 17. November eintraf und in Devonport weitere Anpassungen für den Dienst in der britischen Konvoisicherung erfolgten. Dazu wurden, wie bei fast allen übernommenen Zerstörern, das hintere 10,2-cm-Geschütz, das 7,6-cm-L/23-Geschütz und zwei Torpedorohr-Drillingssätze entfernt; für diese Waffen wurden eine 7,6-cm-L/45-20cwt-Flugabwehrkanone und vier Wasserbombenwerfer neu installiert, die verbliebenen Torpedorohrsätze auf der Mittellinie aufgestellt sowie der Wasserbombenvorrat auf 60 erhöht. Dazu kam ein britisches Sonargerät an Bord. 1941 erfolgte dann noch die Montage eines britischen Radargeräts. Zuletzt verfügte der Zerstörer nur noch über eine 10,2-cm-L/50-Kanone, eine 7,6-cm-L/45-20cwt-Flak, vier 2,0-cm-L/70-Maschinenkanonen, drei 12,7-mm-Fla-MG, einen Dreifachsatz 53,3-cm-Torpedorohre, einen 24-fach Hedgehog-Werfer sowie vier Werfer und zwei Abwurfschienen für 60 Wasserbomben.
Die Churchill diente als Führer der ersten Flottille der übernommenen US-Zerstörer. Sie begleitete Geleitzüge über den Atlantik und wurde als Sicherungsschiff gegen U-Boote auf den westlichen Zugängen zum Vereinigten Königreich eingesetzt. Im Frühjahr 1941 diente Island zeitweise als Basis. Im Sommer war die Churchill bei der „18th Escort Group“ in Neufundland und wurde im August 1941 vom britischen Premierminister Winston Churchill auf seiner Rückreise von einem Treffen mit dem amerikanischen Präsidenten Franklin D. Roosevelt besichtigt. Nach einer mehrmonatigen Instandsetzung bis zum Januar 1942 in Liverpool und Dundee wurde die Churchill der „5th Escort Group“ zugeteilt, die dann nach Neufundland verlegte und mit der US Navy zusammenarbeiten sollte.
Dabei verlagerte der alte Zerstörer sein Einsatzgebiet immer weiter nach Süden. Am 9. Juni 1942 rettete die Churchill nahe La Guaira weitere drei Überlebende des US-amerikanischen Tankers Franklin K. Lane und 47 Überlebende der Versenkung der belgischen Bruxelles. U 502, das beide Schiffe torpediert hatte, wurde vergeblich mit 27 Wasserbomben angegriffen. Der Zerstörer musste dann noch das treibende Wrack des Tankers versenken. Zusammen mit der neueren Havelock sicherte die Churchill zwei Konvois in der Windward-Passage. Am 13. August fand die Churchill 50 Überlebende der von U 600 versenkten Delmundo südlich von Kuba. Der alte Zerstörer sicherte dann noch weitere Konvois in der Vorbereitung der alliierten Landung in Nordafrika im westlichen Atlantik, musste dann aber in Charleston (South Carolina) überholt werden.
Im Januar 1943 wurde die Churchill der „4th Canadian Escort Group“ zugeteilt, zu der noch der kanadische Zerstörer Restigouche und kanadische Korvetten der Flower-Klasse gehörten. Bis zum November des Jahres kam der Zerstörer regelmäßig bei Geleitzug-Sicherungen zum Einsatz. So war der Zerstörer an den Sicherung der Geleite ON 158 (5.–17. Januar), MKF 10B (10. bis 17. März), KMF 10B (2.–7. April), ON 177 (7.–17. April), HX 235 (24. April bis 3. Mai), ONS 8 (18.–29. Mai), SC 133 (8.–19. Juni), ONS 12 (4.–15. Juli), SC 137 (23. Juli bis 3. August), ON 197 (15.–22. August), HX 254 (2.–9. September), ON 203 (23. September bis 3. Oktober), HX 200 (11.–18. Oktober), ON 209 (9./10. November), HX 266 (18.–26. November), ON 215 (10.–22. Dezember) sowie HX 272 (27. Dezember bis 4. Januar 1944) beteiligt. Für seine Einsätze wurde der Zerstörer nicht mit einer Battle Honour ausgezeichnet. Wegen zunehmender Mängel und da modernere Geleitfahrzeuge zur Verfügung standen, wurde die Churchill im Januar 1944 mit HX 272 nach Großbritannien überführt und der Reserve zugeteilt. Das im Tyne aufgelegte Schiff wurde im März dann als Leihgabe für die Sowjetunion vorgesehen, nochmals überholt und am 30. Mai 1944 als Deyatelny von der sowjetischen Marine in Großbritannien übernommen.

### Deyatelny
Im Mai 1944 trafen die sowjetischen Besatzungen für die acht von der Royal Navy zu übernehmenden Schiffe in Großbritannien ein. Am 30. Mai erfolgte die Übernahme durch die sowjetische Marine, in der der Zerstörer den Namen Deyatelny (Russisch Деятельный, „aktiv“) erhielt. Als am 15. August 1944 der Geleitzug JW 59 nach Murmansk auslief, ging auch der sowjetische Überführungsverband unter Admiral Lewtschenko mit dem Schlachtschiff Archangelsk (ehemalige Royal Sovereign) und weiteren sieben Zerstörern Scharki ex USS Cowell (DD-167) / HMS Brighton (I08), Schiwutschi ex USS Fairfax (DD-93) / HMS Richmond (G88), Schgutschi ex USS Twiggs (DD-127) / HMS Leamington (G19), Doblestny ex USS Maddox (DD-168) / HMS Georgetown (I40), Derski ex USS Crowninshield (DD-134) / HMS Chelsea (I35),Schostky ex USS Foote (DD-169) / HMS Roxborough (I07) und Dostoiny ex USS Thomas (DD-182) / HMS St. Albans (I15) in See. Den Konvoi sicherten die 20. und 22. Escort Group mit zwei Zerstörern, vier Sloops, einer Fregatte und fünf Korvetten. Die Nahsicherung des Geleitzuges übernahmen die Geleitträger Vindex und Striker, der Kreuzer Jamaica und die vier Zerstörer der M-Klasse sowie die Caprice.

Flottillenführer der Leningrad-Klasse

Die Deyatelny wurde mit den Schwesterbooten Teil der sowjetischen Nordflotte in Murmansk und sicherte die alliierten Konvois zur Unterstützung der Sowjetunion auf dem letzten Abschnitt ihrer Reise und sowjetische Konvois im Nordmeer zwischen den verschiedenen Stützpunkten. So sicherte der Zerstörer mit acht Minensuchern und acht U-Jägern vom 13. bis zum 23. November den ersten Teil des Konvois AB.15, um den schweren Eisbrecher I. Stalin von der Karasee ins Weiße Meer zu bringen. Den zweiten Teil des Konvois um den Eisbrecher Sewerny Weter sicherten der Flottillenführer Baku der Leningrad-Klasse, mit Gremjaschtschi, Rasumnyund Rasjarjonny drei Zerstörer der Gnewny-Klasse und drei Zerstörer der Town-Klasse mit Schgutschi, Derski und Doblestny. Am 23.11 erreichen sie Molotovsk. Ab dem 24.11 sicherte Deyatelny mit Baku, Rasumny, Rasjarjonny, Schiwutschi den Konvoi BK.38 mit sechs Transportern und drei Tankern von Archangelsk nach Murmansk.

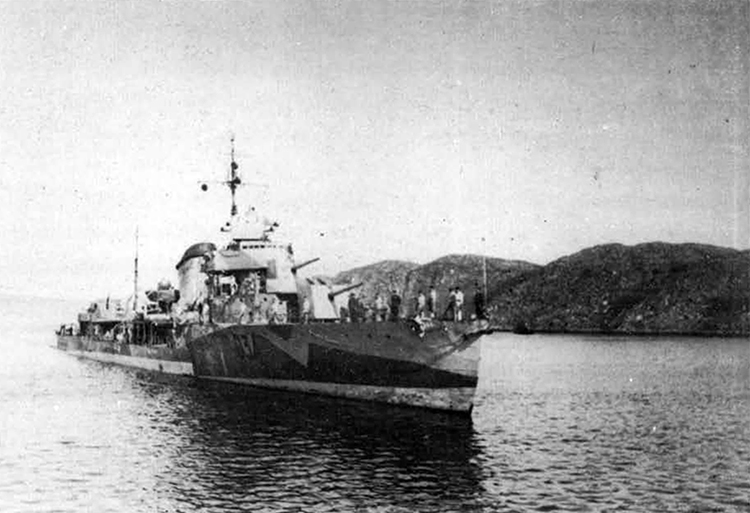
Zerstörer der Gnewny-Klasse

Anfang Dezember 1944 verstärkten die Deyatelny und ihre Schwesterschiffe Derski, Doblestny, Schiwutschi die Konvoisicherung des einlaufenden Geleitzugs JW 62. Die Deyatelny wurde von U 295 am 5. und U 293 am 6. mit Zaunkönig-Torpedos erfolglos angegriffen. Anfang Januar 1945 sicherte die Deyatelny mit anfangs zwei, zuletzt vier Schwesterschiffen und weiteren russischen Einheiten den Konvoi BK-41 mit vierzehn alliierten Handelsschiffen von Archangelsk nach Murmansk.

## Das Ende
Die am 5. Januar 1945 in Murmansk eingetroffene Deyatelny verließ am 16. Januar mit dem sowjetischen Konvoi KB.1 von sechs alliierten Frachtern und zwei Tankern wieder den Kolafjord zum Weißen Meer. Zur Sicherung gehörten noch die Flottillenführer Baku und Grosny sowie weitere sieben Zerstörer, darunter die Schwesterschiffe Schostky, Derski, Doblestny, Schiwutschi und Dostoiny. Am Abend des 16. Januar gab es U-Boot-Alarm auf der Deyatelny, die sofort Wasserbomben warf. Bei der Wende zu einem neuen Anlauf kam es zu einer schweren Explosion, durch die das Heck des Zerstörers bis zum Kollisionsschott der achteren Maschine abgerissen wurde. Alle Versuche, das Schiff über Wasser zu halten, blieben erfolglos. Die Deyatelny sank nach 50 Minuten auf 69° 15′ N, 37° 2′ O. 117 Mann der Besatzung verloren ihr Leben; nur sieben Mann konnten von der Derski gerettet werden. Unklar ist, welches der eingesetzten Boote den Zerstörer mit einem Torpedo vom Typ Zaunkönig traf. Viel spricht für U 997. Die Deyatelnyj war der einzige Zerstörer der Town-Klasse in sowjetischem Dienst, der verloren ging.

## Zerstörer der Town-Klasse für die Sowjetunion

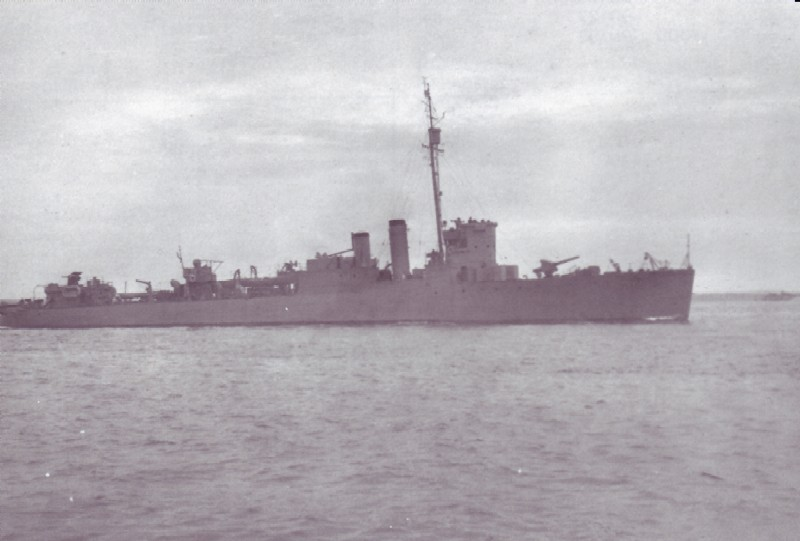
Die Schgutschi nach Umbau für Film

| Sowjetunion Dienstzeit | Name        | Typ | ex HMS etc.                  | ex USS                | fertig   | Endschicksal                                                  |
| ---------------------- | ----------- | --- | ---------------------------- | --------------------- | -------- | ------------------------------------------------------------- |
| 7.44 – 16.01.45 †      | Deyatelny   | CL  | Churchill (I45)              | Herndon (DD198)       | 14.09.20 | 16. Januar 1945 durch deutsches U-Boot (?) versenkt           |
| 7.44 – 6.49            | Derski      | W   | Chelsea (I35), RCN 42/43     | Crowninshield (DD134) | 6.08.19  | 6.49 Abbruch                                                  |
| 10.08.44 – 49          | Doblestny   | W   | Roxborough (I07)             | Foote (DD169)         | 21.03.19 | ab Mai 1949 in GB verschrottet                                |
| 7.44 – 2.49            | Dostoiny    | W   | St. Albans (I15), 41/42 NorN | Thomas (DD182)        | 25.04.19 | Mai 1949 in GB verschrottet                                   |
| 26.08.44 – 8.52        | Druschny    | W   | Lincoln (G42), 42/44 NorN    | Yarnall (DD143)       | 29.11.18 | ursprünglich nur Materialreserve, September 1952 verschrottet |
| 7.44 – 2.49            | Scharki     | W   | Brighton (I08)               | Cowell (DD167)        | 12.03.19 | 18.05.49 zum Abbruch verkauft                                 |
| 7.44 – 1.50            | Schgutschi  | W   | Leamington (G19), RCN 42/43  | Twiggs (DD127)        | 28.07.19 | 1950 im Film The Gift Horse, ab Juli 1951 Abbruch             |
| 16.06.44 – 49          | Schiwutschi | W   | Richmond (G88)               | Fairfax (DD 93)       | 6.04.18  | ab Juni 1949 verschrottet                                     |
| 8.44 – 9.09.52         | Schostky    | W   | Georgetown (I40)             | Maddox (DD168)        | 10.03.19 | 1952 abgewrackt                                               |